# بيبي كامبو
روميو بيبي كامبو Bèbè Kambou (مواليد 1 يوليو 1982) هو لاعب كرة قدم محترف سابق في متخب بوركينا فاسو ولعب في لاعب خط وسط.

## المسيرة الدولية
كان كامبو لاعبًا في فريق بوركينا فاسو في كأس الأمم الأفريقية 2004، الذي احتل المركز الأخير في مجموعته في الدور الأول من المنافسة، وبالتالي فشل في التأهل إلى ربع النهائي.